# ضفدع بنفسجي
الاسم العلمي : Nasikabatrachus sahyadrensis
كما يسمى أيضا Pignose Frog باللغة الأنجليزية ويشبه صوته صوت الدجاج
يبقى هذا النوع من الضفادع طوال السنة تحت الأرض ويظهر فقط فترة الرياح الموسمية لمدة أسبوعين للتزاوج.